# Franz Rolf Schröder
Franz Rolf Schröder (* 8. September 1893 in Kiel; † 24. März 1979 in Würzburg) war ein deutscher germanistischer und skandinavistischer Mediävist. Er war Inhaber des Lehrstuhls für Deutsche Philologie an der Julius-Maximilians-Universität Würzburg und langjähriger Herausgeber der Germanisch-Romanischen Monatsschrift (GRM).

## Leben
Franz R. Schröder studierte 1916 in Kiel und Heidelberg deutsche und klassische Philologie und wurde in Kiel promoviert. In Heidelberg habilitierte er sich 1920 für germanische Philologie und lehrte dort als Privatdozent bis 1925. Im selben Jahr wurde er nach Würzburg als ordentlicher Professor für Deutsche Philologie berufen. 1937 trat er der NSDAP bei. 1945 wurde er zwar kurz amtsenthoben, erhielt aber den Lehrstuhl zurück, leitete die Ältere Abteilung des Germanistischen Seminars und blieb bis zu seiner Emeritierung im Jahr 1959 Professor für Germanistik. Schröder war der letzte Lehrstuhlinhaber für die gesamte Germanistik der Universität Würzburg, also der mediävistischen wie der neuzeitlichen Sprach- und Literaturwissenschaft.
Neben seinem Vater Heinrich Schröder wurde er zunächst Mitherausgeber der GRM und übernahm nach dem Ersten Weltkrieg die Hauptherausgeberschaft, die er bis in seine letzten Lebensjahre behielt. Eine besondere wissenschaftliche und persönliche Bedeutung hatte für ihn das Werk von Gerhart Hauptmann, zu dem er brieflichen Kontakt privater Natur suchte.

## Forschungsschwerpunkte
Im Laufe seiner wissenschaftlichen Tätigkeit tendierte Schröder immer stärker zur germanischen Religionswissenschaft, besonders hinsichtlich des Verhältnisses der germanischen Religion zu anderen indogermanischen Religionen. Er hat durch seine abwägende Arbeitsweise zum einen den Einfluss der hellenistischen Welt und deren Gedankengüter auf die germanische Religion zu ermitteln gesucht, zum anderen hat er auf die Parallelen zwischen den Mythologien und Göttern innerhalb der indogermanischen Völker hingewiesen und ist diesen in seiner Forschungsarbeit nachgegangen.
Eve Picard fasst Schröders Sicht auf die Herkunft und kulturell-religiöse Entwicklung der Germanen folgend zusammen:

„Das Germanentum entstand aus der Verschmelzung alteuropäischer und indogermanischer Elemente; die einwandernden, vaterrechtlich organisierten Indogermanen übernahmen von der seßhaften, mutterrechtlich organisierten Urbevölkerung den Ackerbau und den damit einhergehenden Kult der Mutter Erde; das aus dieser Verschmelzung hervorgehende Germanentum war zunächst weitgehend mutterrechtlich organisiert. Zentrale Bedeutung im Kult der Muttergöttin hat der rituelle Nachvollzug der Heiligen Hochzeit zwischen Mutter Erde und dem ‚Erzeuger‘, aus deren Vereinigung alles Leben hervorgeht. Die Sicherung von Fruchtbarkeit und Frieden ist das Hauptanliegen der bäuerlichen Gesellschaft, deshalb ist auch das Oberhaupt der Gemeinschaft – der König – beim kultischen Nachvollzug der Heiligen Hochzeit Stellvertreter, Darsteller des Geliebten der Großen Mutter. Diese religiösen Strukturen sind einerseits gemeinsames Erbe der Völker Europas und des Mittelmeerraumes. Andererseits stand die Religion der germanischen Völker ‚mindestens seit der Bronzezeit bis zu Beginn der Wikingerzeit‘ unter ständigen Einwirkungen der höher entwickelten Kulturen des Orients und der Antike. Diese skizzierten Grundstrukturen allen ackerbauenden Völkern wesensgemäß, denn: ‚Der Glaube an dies hehre, alles gebärende Urwesen, an die Große Mutter der gesamten Schöpfung ist ein tiefer, wunderbarer, ein heiliger Urgedanke der Menschheit.‘
Im Laufe der Jahrhunderte gewann jedoch das vaterrechtliche Element der Indogermanen zunehmend an Bedeutung; sichtbar wird dies vor allem an der ‚Vermärmlichung‘ der Glaubensvorstellungen. In den Mittelpunkt religiöser Verehrung tritt der männliche Teil des heiligen Paares; der Aufstieg des Kriegsgottes Odin zum obersten germanischen Gott ist hingegen ein zeitlich begrenztes Phänomen der Wikingerzeit und zu dem nur der Glaube der kriegerischen Oberschicht: ‚… die Bauernbevölkerung blieb ihren agrarischen Göttern treu.‘“

Dadurch hat Schröder neben Georges Dumézil eine neue Epoche in der wissenschaftlichen Forschung eingeleitet, diejenige der ‚komparativen Mythologie‘.

## Veröffentlichungen (Auswahl)
- Germanentum und Hellenismus. Untersuchungen zur germanischen Religionsgeschichte (Heidelberg, C. Winter, 1924)
- Die Parzivalfrage (München, C. H. Beck, 1928)
- Altgermanische Kulturprobleme (Berlin/Leipzig, De Gruyter, 1929)
- Die Germanen – Religionsgeschichtliches Lesebuch (Tübingen, C. B. Mohr, 1929)
- Quellenbuch zur germanischen Religionsgeschichte (Berlin/Leipzig, De Gruyter, 1933)
- Germanische Heldendichtung (Tübingen, C. B. Mohr, 1935)
- Untersuchungen zur germanischen und vergleichenden Religionsgeschichte. 2 Bände (Tübingen, C. B. Mohr, 1941)
  - Bd. 1, Ingunar-Freyr
  - Bd. 2, Skadi und die Götter Skandinaviens